# Difracció d'electrons de baixa energia

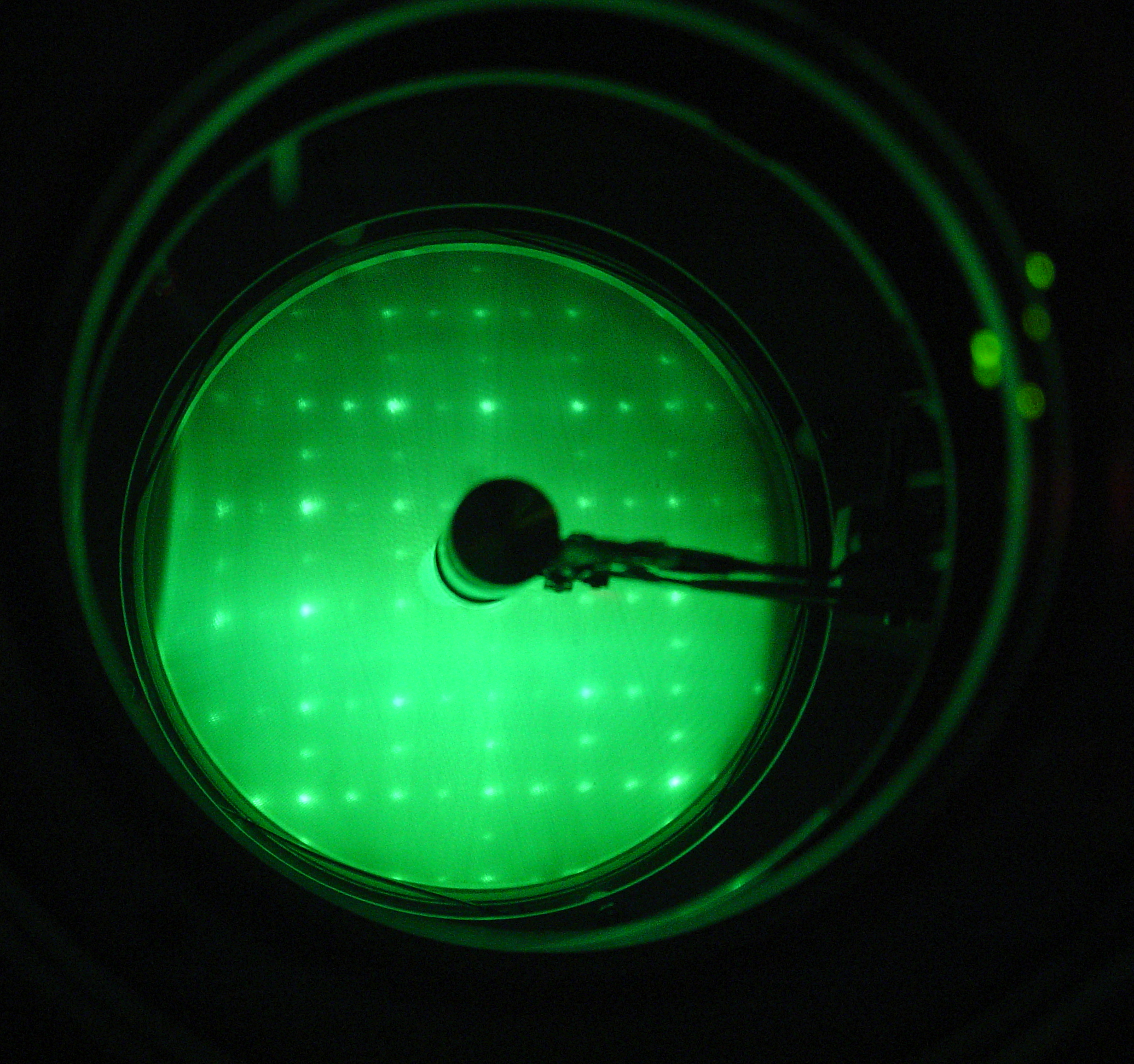
Patró de difracció d'electrons sobre la superfície d'un monocristall de níquel

La difracció d'electrons de baixa energia o LEED (low-energy electron diffraction) és una tècnica analítica mitjançant la qual es poden estudiar superfícies a escala atòmica mitjançant el bombardeig d'electrons lents. Amb aquesta tècnica es mesura la distribució angular de la intensitat dels electrons reflectits des d'una superfície cristal·lina d'un monocristall bombardejada amb electrons de baixa energia (energies menors que els 500 eV) amb angles d'incidència més grans. La figura de difracció proporciona informació molt detallada sobre la disposició atòmica de les capes més externes del sòlid.

## Història

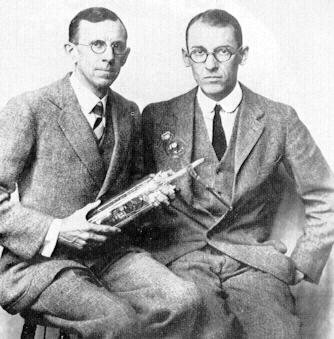
Clinton Joseph Davisson (esquerra) i Lester Halbert Germer (dreta) el 1927, amb l'aparell emprat en les seves investigacions

El 1924 el físic francès Louis-Victor de Broglie defensà una tesi doctoral on formulà la hipòtesi revolucionària que tota la matèria (electrons, àtoms, molècules...) presenta característiques tant corpusculars com ondulatòries, i determinà la longitud d'ona associada a una partícula:
on λ és la longitud de l'ona associada a la partícula de massa m que es mou a una velocitat v, i h és la constant de Planck. El producte {\displaystyle mv\ \;} és també el mòdul del vector {\displaystyle {\vec {p}}}, o quantitat de moviment de la partícula. Un pocs anys abans el físic estatunidenc Clinton Joseph Davisson publicà diferents articles sobre la dispersió d'electrons per part de cristalls de diferents metalls (níquel, alumini, platí i magnesi), juntament amb Charles Henry Kunsman. Aquestes investigacions foren conegudes per Walter Maurice Elsasser, de la Universitat de Göttingen, que comentà el 1925 que la naturalesa ondulatòria de la matèria podria ser investigada mitjançant experiments de dispersió d'electrons en sòlids cristal·lins com els realitzats per Davisson i Kunsman, igual que la naturalesa d'ona dels raigs X s'havia confirmat a través d'experiments de dispersió de raigs X. El 1925 Clinton J. Davisson, i el seu assistent Lester Halbert Germer, treballaven als Laboratoris Bell de Nova York de la companyia de telecomunicacions nord-americana American Telephone and Telegraph (AT&T) investigant la reflexió d'electrons per part dels metalls. Per una casualitat tingueren un accident amb una làmpada que contenia un tros de níquel policristal·lí dins del buit quan caigué damunt la làmpada un flascó amb aire líquid i rompé la làmpada, quedant el níquel, que estava calent, exposat a l'oxigen de l'aire líquid que l'oxidà. Per reduir l'òxid de níquel format, i transformar-lo un altre cop en níquel, l'escalfaren suaument en un corrent d'hidrogen. Això provocà la transformació del cristall policristal·lí en monocristal·lí en diferents zones i, quan repetiren l'experiment observaren que no es donaven els mateixos resultats que abans. Aquest descobriment dugué a canviar la investigació emprant mostres de níquel monocristal·lí. El suggeriment d'Elsässer fou comunicat per Max Born als físics reunits a Oxford en un congrés de la British Association for the Advancement of Science l'estiu del 1926, al qual assistí Clinton J. Davisson. Gràcies a aquest congrés, Davisson descobrí la importància i el significat del seu descobriment i el comentà amb Owen W. Richardson, Max Born i James Franck, els quals també li parlaren de la nova mecànica ondulatòria que havia acabat de publicar el físic Erwin Schrödinger. Amb aquesta nova informació tornà a Nova York amb l'objectiu de demostrar la naturalesa corpuscular dels electrons. Ho aconseguí millorant la tècnica i el 1927 publicà els resultats de l'anomenat experiment de Davisson-Germer.

## Tècnica
La difracció d'electrons de baixa energia és una tècnica semblant a la difracció de raigs X que se serveix del caràcter ondulatori dels electrons. Els electrons emprats habitualment tenen energies entre els 10 i els 200 eV, la qual cosa correspon a longitud d'ona d'entre 100 i 400 pm. Aquestes baixes energies garanteixen que les difraccions són produïdes exclusivament pels àtoms situats a les superfícies dels cristalls i, com a molt, els immediatament situats per sota d'ells. Així els patrons de difracció obtinguts informen sobre l'estructura bidimensional de la superfície dels cristalls, determinar alguns detalls de la localització verticals dels àtoms i mesurar la gruixa de la capa superficial. La interpretació d'aquests patrons és més complexa que els obtinguts per difracció de raigs X. El patró és nítid si la superfície està ben ordenada en distàncies grans comparades amb la longitud d'ona dels electrons incidents, i per a profunditats d'uns 20 nm i més. Els patrons difusos assenyalen irregularitats (terrasses, escalons i arestes) o la presència d'impureses. Els resultats indiquen habitualment que la superfície dels cristalls no es corresponen amb el que caldria esperar d'un tall en el si del cristall. Normalment hi ha una lleugera redistribució dels àtoms.